# Haard-Hesselsbierg-Staebierg
Das Naturschutzgebiet Haard-Hesselsbierg-Staebierg ist ein Naturschutzgebiet und Natura 2000-Gebiet im Kanton Esch an der Alzette in Luxemburg.
In das Naturschutzgebiet integriert ist ein Naturwaldreservat (Reserve forestier integrale), welches eine Fläche von 156 ha des Naturschutzgebietes ausmacht.

## Naturschutzgebiet
Das Naturschutzgebiet „Haard-Hesselsbierg-Staebierg“ umfasst eine Fläche von rund 594,34 ha. Das Gebiet wurde am 30. Juli 1994 zum Naturschutzgebiet erklärt. Es ist sehr Arten- und Biotopreich aufgrund des Tagebaus und des Untertagebaus.
Das Gebiet liegt im Süden Luxemburgs im Kanton Esch-sur-Alzette und ist aufgeteilt auf die drei Gemeinden Dudelange, Kayl und Rumelange.
Einer der Hauptgründe für die Ausweisung des Gebietes, war, dass in dem Gebiet ein Naturwaldreservat liegt. Dieses Naturwaldreservat ist das einzige seiner Art, welches die Kalk-Buchenwälder Luxemburgs repräsentiert.
Zu den wertvollsten Biotopen, die man im Naturschutzgebiet antreffen kann zählen die Trockenrasen, die Steilwände, die Birken Pionierwälder sowie die Kalk-Buchenwälder.

### Biotope des Naturschutzgebietes

#### Trockenrasen
Die Fläche des Trockenrasens liegt auf einer ehemaligen Bauschutt-Deponie, durch welche die durchschnittliche Höhe des gesamten Biotops um rund 15 m Höher liegt als sein natürlicher Untergrund.
Das Biotop wird 3-mal jährlich von der Wanderschäferei „Kail & Kail SCiv“ beweidet mit Schafen und Ziegen um es als Offenlandbiotop zu erhalten. Zusätzlich wird die Fläche regelmäßig mit einem Löffelbagger abhumisiert um zu vermeiden, dass eine zu große Bodenschicht entsteht.
Der Trockenrasen bietet nicht nur vielen Falterarten eine Heimat, sondern auch vielen besonders lichtbedürftigen krautigen Pflanzen. Hauptsächlich kommen die Pyramiden-Hundswurz (Anacamptis pyramidalis) und Orchideen der Gattung Knabenkraut (Orchis) vor. Hier im Besonderen hervorzuheben ist die Art Cungs Knabenkraut (Dactylorhiza incarnatii sub cungis), welche im Jahr 2013 im Naturschutzgebiet entdeckt wurde. Zusätzlich kommen die Heidelerche und der Steinschmätzer hier vor.

#### Birken-Pionierwälder
Die Pionierwälder sind geprägt von Hängebirken, unterständigen Rotbuchen und vereinzelten Waldkiefern. Die Pionierwälder werden einmal jährlich beweidet, um ein Verbuschen der Fläche zu vermeiden. Zusätzlich wird regelmäßig Motormanuell eingegriffen um die Bestände auszulichten und so die weitere Sukzession der Fläche zu verhindern. Die Pionierwälder sind die nächste Stufe der Sukzession der Schutthalden.
Dies dient der Förderung besonderer Arten, die hier vorkommen, zu diesen zählen das rote Waldvöglein, das weiße Waldvöglein und der Fransenenzian.

#### Äcker
Im gesamten Naturschutzgebiet verteilt liegen einige bis heute von Bauern genutzte Ackerflächen. Diese werden bis heute von den beiden Besitzern extensiv bewirtschaftet und unterliegen strikten Auflagen. So ist es nicht gestattet Biozide einzusetzen, es darf nur biologischer Dünger genutzt werden und es müssen Ackerrandstreifen belassen werden, welche nur alle paar Jahre umgebrochen werden dürfen.
Heute sind diese Fläche eine gute Möglichkeit, Leute für die extensive Landwirtschaft zu sensibilisieren. Da diese Flächen eine hohe Biodiversität und selten gewordene Tierarten beherbergen, so zum Beispiel den Raubwürger und den Neuntöter. Diese nutzen die Gehölzreichen Ackergebiete zur Nahrungssuche und Brut, da ihnen die Schlehen- und Weißdornsträucher sichere Brutplätze und gute Jagdgebiete bieten.

#### Steilwände
Die Steilwände des Naturschutzgebietes sind durch den Tagebau entstanden. Vielerorts haben diese, Stollen welche früher durch den Untertagebau entstanden sind durchschnitten, sodass diese Steilwände meist auch anthropogen entstandene Höhlen aufweisen.
Diese Höhlen dienen vielen der in Luxemburg vorkommenden Fledermausarten einen Lebensraum an welchem sie vom Mensch ungestört ihre Kinderstuben und Kolonien aufbauen können. Aber auch für den Uhu bieten diese Steilwände und Höhlen gute Bedingungen zum Leben und brüten.
Um diese Habitate zu erhalten und den darin lebenden Flugtieren den Zugang zu ermöglichen, werden die Bereiche um dir Steilwände und Höhlen regelmäßig motormanuell entbuscht. Derzeit gibt es jedoch einige Schwierigkeiten für die flächige Etablierung der Uhus auf der Haard, zu diesen Schwierigkeiten zählen besonders die Stromleitungen die, die Haard durchqueren und welche bereits zu den Toden mehrerer Tiere führten.

## Naturwaldreservat
Das Naturwaldreservat liegt auf einer Höhe von 320–425 m über N.N., der Unterhang des Gebietes ist geprägt durch den geologischen Minette untergrund, der Untergrund des Mittelhanges ist geprägt durch Kalkstein und kalkhaltige Gesteinsformationen und der Untergrund des Oberhanges wird durch Glimmermergel geprägt.
Die Böden des Unter- und Mittelhangs sind steinig-tonige Braunerden und Ranker, die Oberhänge und Plateaus in größerer Höhe sind meist tonige Lehmböden.
Das Naturwaldreservat ist hauptsächlich von Kalk-Buchenwäldern geprägt, die typisch sind für die Minette Region Luxemburgs und weisen eine biodiverse Krautschicht auf, so kommt am Waldboden flächig Waldbingelkraut auf, welches durch Waldgerste, das rote Waldvöglein und auch die vierblättrige Einbeere ergänzt werden auf.
Zwischen den Kalk-Buchenwäldern liegen immer wieder Flächen die vor Jahrzehnten mit Lärchen, Douglasien sowie Rotfichten aufgeforstet wurden. Bei der Ausweisung des Gebietes hätten die mit Rotfichte und Douglasie aufgeforsteten Flächen abgeholzt werden können, um durch natürlich vorkommende Arten ersetzt zu werden. Dies wurde jedoch bewusst von der ANF (Administration de la nature et des forets) nicht getan. Da man möglicherweise neue Erkenntnisse zur natürlichen Entwicklung dieser Arten in Luxemburg gewinnen kann.